# Winoack
Winoack (Winoack Creek), jedino poznato selo Nottaway Indijanaca koje se 1701. godine nalazilo na rijeci Nottaway na južnoj granici Virginije na području današnjeg okruga Southampton.
Lawson (1709.) je izvjestio da im je Winoack (1701.) jedino naselje te da su imali 30 ratnika.